# Cravinhos
Cravinhos este un oraș în São Paulo (SP), Brazilia.